# Distretto di Limatambo
Il distretto di Limatambo è un distretto della provincia di Anta, in Perù.